# 古斯塔夫·阿道夫中学
古斯塔夫·阿道夫文法学校是一所位于爱沙尼亚塔林市的中学，由瑞典国王古斯塔夫·阿道夫创立于1631年，是欧洲现存最古老的中学之一。